# 中汽國際
中国汽车工业国际合作总公司，簡稱中汽國際或CNAICO，中國機械工業集團有限公司屬下機構，是在1988年成立，主要業務以设备成套为载体的国内外工程承包；以机电产品为主导的进出口贸易；以汽车服务贸易为主体的对外投资、国内外展览业务和文化传媒业务等，現任董事長劉敬楨，总裁林海临、副总裁纪学成、副书记彭明京、副总裁赵海明、副总裁茅俊民。
1999年，被中國機械工業集團有限公司收購本集團，已被國務院批准。
相信大家值得注意是在2005年，劉敬楨委任董事長時，是處於虧損狀態，自從改革之後，已成為盈利之源。